# Тьосокабе Мототіка
Тьосокабе Мототіка (*長宗我部 元親, 1539  —11 липня 1599) — даймьо о. Сікоку у 1560—1599 роках.

## Життєпис

### Молоді роки
Походив з самурайського роду Тьосокабе. Син даймьо Тьосокабе Кунітіка та представниці роду Сайто. Народився у 1538 році в резиденції-замку Око, отримавши ім'я Ясабуро. З дитинства більше цікавився літературою. При цьому був тихим, спокійним молодиком, з білим і лагідним обличчям. За це самураї його батька Мототіку прозвали «маленькою принцесою».
Вперше вступив у бій у битві біля замку Нагахама 1560 року. тут завдяки надзвичайній звитязі Мототіка, який на чолі загону у 20 врешників переміг ворожій загін клану Мотоями у 100 вояків, армія клану Тьосокабе здобула повну перемогу.

### Даймьо
У липні 1560 роки після смерті свого батька Тьосокабе Мототіка став новим главою свого роду і успадкував батьківські володіння. Невдовзі розпочав походу з підкорення усього острова Сікоку. 1562 року у битві при Асакура завдав поразки Момояма Сіґетокі. 1569 року знищив клан Акі
В 1575 Тьосокабе Мототіка здобув перемогу в битві при Ватарігаве, після чого встановив контроль над провінцією Тоса. Того ж року завдав поразки клану Ітідзьо у битві біля Сімантоґава. Слідом за цим здійснив низку успішних походів з захоплення нових земель. 1582 року в результаті перемоги у битві біля Накатоміґава над кланом Мійосі зумів захопити провінція Ава й завершити завоювання Сікоку. У 1583 році здобув перемогу над васалом Тойотомі Хідейосі — Сенґоку Хідехіси.
Стурбований зростаючим впливом Тьосокабе, Тойотомі Хідейосі в 1584 році запропонував Мототіке стати його васалом, проте той відмовився. Натомість уклав союз з Токуґава Іеясу, спрямований проти Тойотомі. 
У 1585 році Хідейосі спрямував на острів Сікоку 100-тисячне військо. Зазнавши поразки в декількох битвах проти ворожих військ, Мототіка був змушений визнати зверхність Тойотомі. В результаті він втратив провінції Ава, Ійо і Санукі, проте Хідейосі дозволив йому залишити собі провінцію Тоса.
У 1586—1587 роках Тесокабе Мототіка і його старший син Нобутіка брали участь у вторгненні Хідейосі на острів Кюсю. 1587 року Нобутіка загинув в одній із сутичок з військами роду Сімадзу.
У 1590 році Тёсокабе Мототіка брав участь у поході Тойотомі проти клану Ґо-Ходзьо, був учасником облоги замку Одавара. Також він брав участь в першому японському вторгненні до Кореї у 1592—1593 роках.
Помер Тьосокабе Мототіка в 1599 році. Його спадкоємцем став його четвертий син Морітіка.